# Krka-Brücke
Die Krka-Brücke, kroatisch Most Krka, ist eine Bogenbrücke aus Stahlbeton über den kroatischen Fluss Krka in der Nähe der Stadt Skradin. Die Brücke überführt die vierspurige Autocesta A1 und wurde zwischen 2002 und 2004 errichtet. Im Juni 2005 folgte die Verkehrsfreigabe.

## Technische Details und Bau
Der Bogen der Krka-Brücke hat einen Querschnitt von 10 m mal 3 m und wurde im Freivorbau mit Hilfsabspannungen aus jeweils 5,2 m langen Stahlbetonabschnitten hergestellt. Der oben aufliegende Fahrbahnträger ist in Verbundbauweise gefertigt. Für den Bau kamen insgesamt 12.000 m³ Beton und 1.700 t Bewehrungsstahl zum Einsatz.
Die Bauausführung übernahm die kroatische Firma Konstruktor Inzenjering. Spezialfirma für den Stahlbau war das ebenfalls kroatische Unternehmen Duro Dakovic Montaža, das heute ein Teil der deutschen Bilfinger Power Systems GmbH ist. Die Schrägseile für die Hilfsabspannungen lieferte die deutsche DYWIDAG-Systems International GmbH. Die Fahrbahnübergänge an den zwei Dehnfugen der Brücke stammen von der schweizerischen Firma mageba sa.

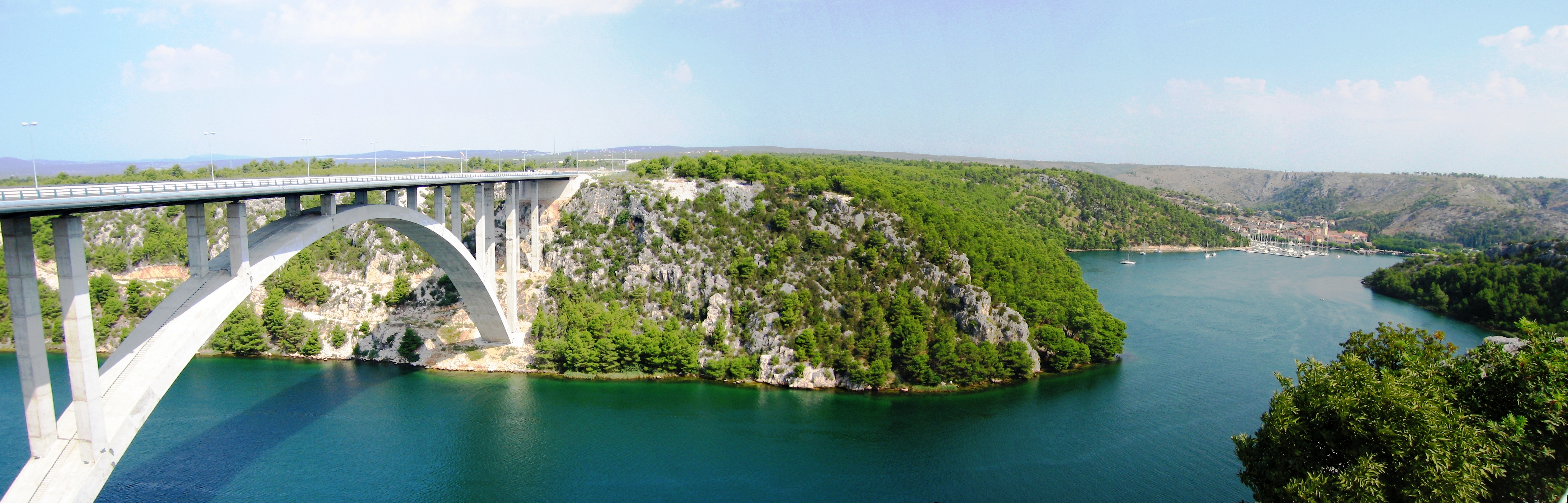
Panorama über den Fluss Krka – rechts Skradin